# Teos
Para la ciudad jonia del Asia Menor, véase Teos (ciudad).

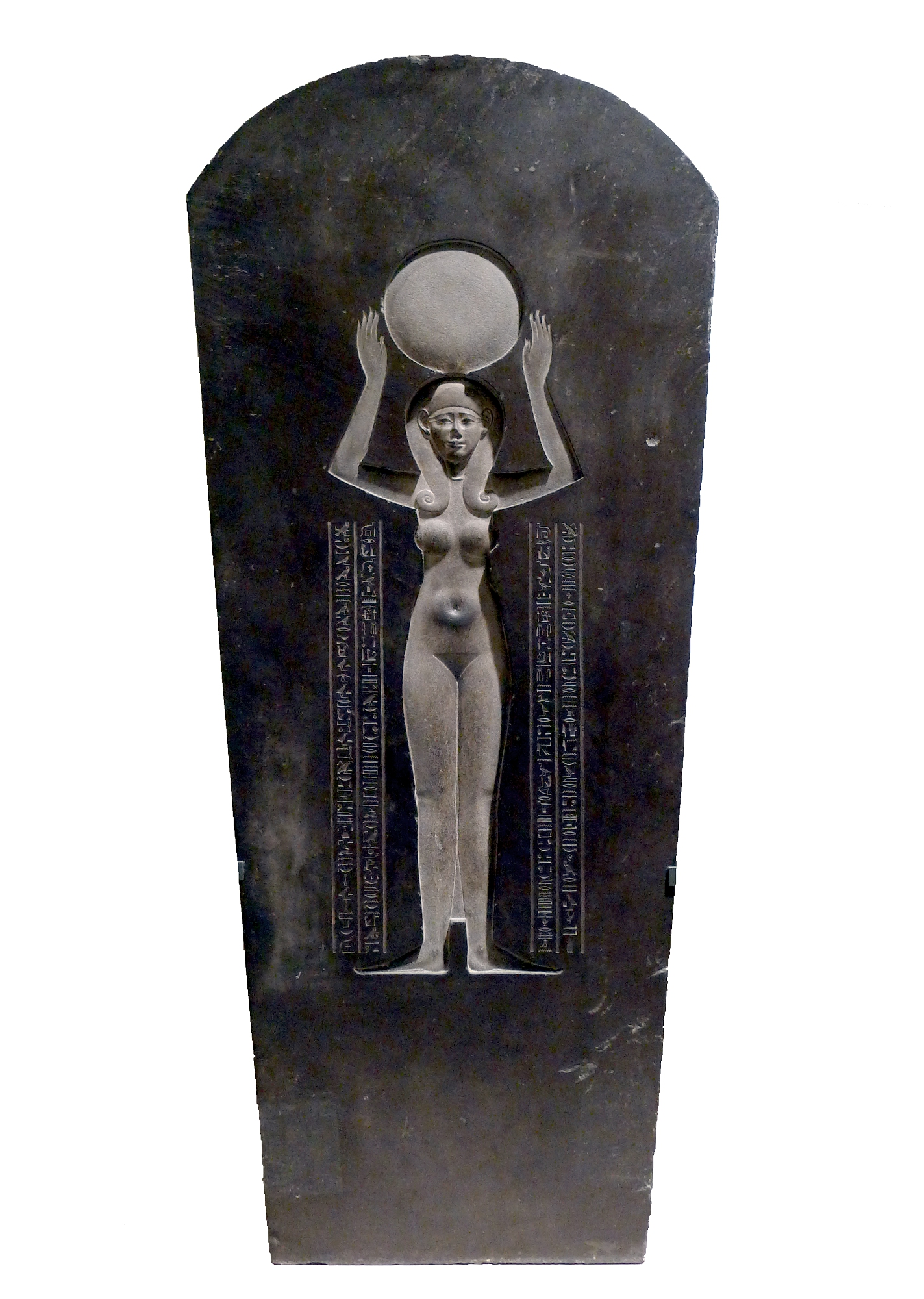
Tapa del sarcófago de Teos; Louvre. Tallada en arenisca negra, presenta en el centro en bajorrelieve la figura de la diosa del cielo Nut, que en los mitos más antiguos daba la bienvenida entre las estrellas a las almas de los muertos.

Irimaatenra Dyedhor, o Teos (nombre griego), fue el segundo faraón de la dinastía XXX de Egipto, reinando de 361 a 359 a. C.
Manetón lo denomina Teos, según las versiones de Julio Africano, Eusebio de Cesarea y Jorge Sincelo, comentando que reinó dos años. Es citado en la Crónica Demótica como Dyeho.
Era el hijo y sucesor del Nectanebo I y los dos primeros años probablemente habría sido corregente con su padre.
Dyedhor ya antes del comienzo de su reinado inicia una política de alianzas con el rey Agesilao II de Esparta y con Atenas. Apoya a Esparta y Atenas en su lucha contra Persia hundida en disputas internas.
Después de tomar el poder a la muerte de su padre, Nectanebo I, decide la conquista de Palestina y Siria, aprovechando la decadencia del poder aqueménida. La campaña se preparó a conciencia, reclutando a mercenarios griegos a los que pagó requisando los metales preciosos de los templos del país y suprimiendo privilegios a los sacerdotes de Sais. Se acuña moneda para el pago de mercenarios por primera vez en la historia de Egipto.
Dyedhor tiene el mando supremo, mientras que Agesilao II de Esparta conduce a los mercenarios griegos y el estratega Cabrias a la flota ateniense. Este ejército, en 360 a. C., pudo avanzar sin apenas resistencia y tomar Fenicia.
Durante la ausencia de Egipto Dyedhor fue víctima de una traición, se le opuso su hermano Tyahapimu, que había sido designado corregente, proclamando faraón a su propio hijo, Nectanebo II. La causa de la insurrección era el lógico descontento de los sacerdotes, pero se puede sospechar que el rey persa Artajerjes II ofreciera dinero a Tyahapimu y a Nectanebo.
Cabrias y la marina de guerra seguían siendo fieles al faraón, pero Agesilao se unió a Nectanebo, el ejército apoyó al usurpador y Dyedhor tiene que huir a la corte del rey persa Artajerjes II. Allí recibe asilo, pues Artajerjes pensaba que para reconquistar Egipto podría serle muy útil un antiguo faraón.
Artajerjes muere en 358 a. C., y la siguiente ofensiva persa ocurriría en 351 a. C. Para entonces Teos probablemente habría muerto.

## Construcciones y testimonios de su época
- Una capilla en el muro norte del templo de Jonsu en Karnak
- Una inscripción de la restauración del templo de Jonsu en Karnak
- Una inscripción en las canteras de Tura
- Fragmentos de inscripción en Tanis
- Fragmentos de relieves en Qantir y Atribis
- Un fragmento de Naos, una vasija de Menfis y monedas
  - Citado en la Crónica Demótica.

## Titulatura
| Titulatura | Jeroglífico | Transliteración (transcripción) - traducción - (referencias) |

| G5 |

| G5 |

| N28 | G17 | C10 | T32 | N19 |

| N28 | G17 | C10 | T32 | N19 |

| N28 | G17 | C10 | T32 | N19 |

| N28 | G17 | C10 | T32 | N19 |

| G5 |

| G5 |

| N28 | G17 | C10 | T32 | N19 |

| N28 | G17 | C10 | T32 | N19 |

| N28 | G17 | C10 | T32 | N19 |

| N28 | G17 | C10 | T32 | N19 |

| G16 |

| G16 |

| C10 | U6 | i | i | s | x | Ax | R8A | pr · pr · pr |

| C10 | U6 | i | i | s | x | Ax | R8A | pr · pr · pr |

| G16 |

| G16 |

| C10 | U6 | i | i | s | x | Ax | R8A | pr · pr · pr |

| C10 | U6 | i | i | s | x | Ax | R8A | pr · pr · pr |

| G8 |

| G8 |

| x · D44 | Z7 · y | b | q · t | D10 | niwt | G45 · f | N25 · N25 · N25 |

| x · D44 | Z7 · y | b | q · t | D10 | niwt | G45 · f | N25 · N25 · N25 |

| G8 |

| G8 |

| x · D44 | Z7 · y | b | q · t | D10 | niwt | G45 · f | N25 · N25 · N25 |

| x · D44 | Z7 · y | b | q · t | D10 | niwt | G45 · f | N25 · N25 · N25 |

| N5 · D4 | U5 | t · D36 · n |

| N5 · D4 | U5 | t · D36 · n |

| N5 · D4 | U5 | t · D36 · n |

| N5 · D4 | U5 | t · D36 · n |

| N5 · D4 | U5 | t · D36 · n |

| N5 · D4 | U5 | t · D36 · n |

| N5 · D4 | U5 | t · D36 · n |

| N5 · D4 | U5 | t · D36 · n |

| N5 · D4 | U5 | t · D36 · n |

| N5 · D4 | U5 | t · D36 · n |

| N5 · D4 | U5 | t · D36 · n |

| N5 · D4 | U5 | t · D36 · n |

| N5 · D4 | U5 | t · D36 · n |

| N5 · D4 | U5 | t · D36 · n |

| N5 · D4 | U5 | t · D36 · n |

| N5 · D4 | U5 | t · D36 · n |

| C2 | C10 | D4 | S3 |

| C2 | C10 | D4 | S3 |

| C2 | C10 | D4 | S3 |

| C2 | C10 | D4 | S3 |

| C2 | C10 | D4 | S3 |

| C2 | C10 | D4 | S3 |

| C2 | C10 | D4 | S3 |

| C2 | C10 | D4 | S3 |

| C2 | C10 | D4 | S3 |

| C2 | C10 | D4 | S3 |

| C2 | C10 | D4 | S3 |

| C2 | C10 | D4 | S3 |

| C2 | C10 | D4 | S3 |

| C2 | C10 | D4 | S3 |

| C2 | C10 | D4 | S3 |

| C2 | C10 | D4 | S3 |

| W25 | N1 · A40 | I10 | D2 | Z1 | U21 · n |

| W25 | N1 · A40 | I10 | D2 | Z1 | U21 · n |

| W25 | N1 · A40 | I10 | D2 | Z1 | U21 · n |

| W25 | N1 · A40 | I10 | D2 | Z1 | U21 · n |

| W25 | N1 · A40 | I10 | D2 | Z1 | U21 · n |

| W25 | N1 · A40 | I10 | D2 | Z1 | U21 · n |

| W25 | N1 · A40 | I10 | D2 | Z1 | U21 · n |

| W25 | N1 · A40 | I10 | D2 | Z1 | U21 · n |

| W25 | N1 · A40 | I10 | D2 | Z1 | U21 · n |

| W25 | N1 · A40 | I10 | D2 | Z1 | U21 · n |

| W25 | N1 · A40 | I10 | D2 | Z1 | U21 · n |

| W25 | N1 · A40 | I10 | D2 | Z1 | U21 · n |

| W25 | N1 · A40 | I10 | D2 | Z1 | U21 · n |

| W25 | N1 · A40 | I10 | D2 | Z1 | U21 · n |

| W25 | N1 · A40 | I10 | D2 | Z1 | U21 · n |

| W25 | N1 · A40 | I10 | D2 | Z1 | U21 · n |